# Magnús Guðbjörnsson
Magnús Guðbjörnsson (ur. w 1908) – islandzki lekkoatleta, długodystansowiec.
Dwukrotny mistrz Islandii w biegu na 10 000 metrów (1928 i 1929).